# Linda Smith (femme politique)
Pour les articles homonymes, voir Linda Smith.
Linda Smith est la présidente du parti politique britannique RESPECT The Unity Coalition dont le seul député à la Chambre des communes est George Galloway.